# 122-mm-Kanone M1931/37 (A-19)

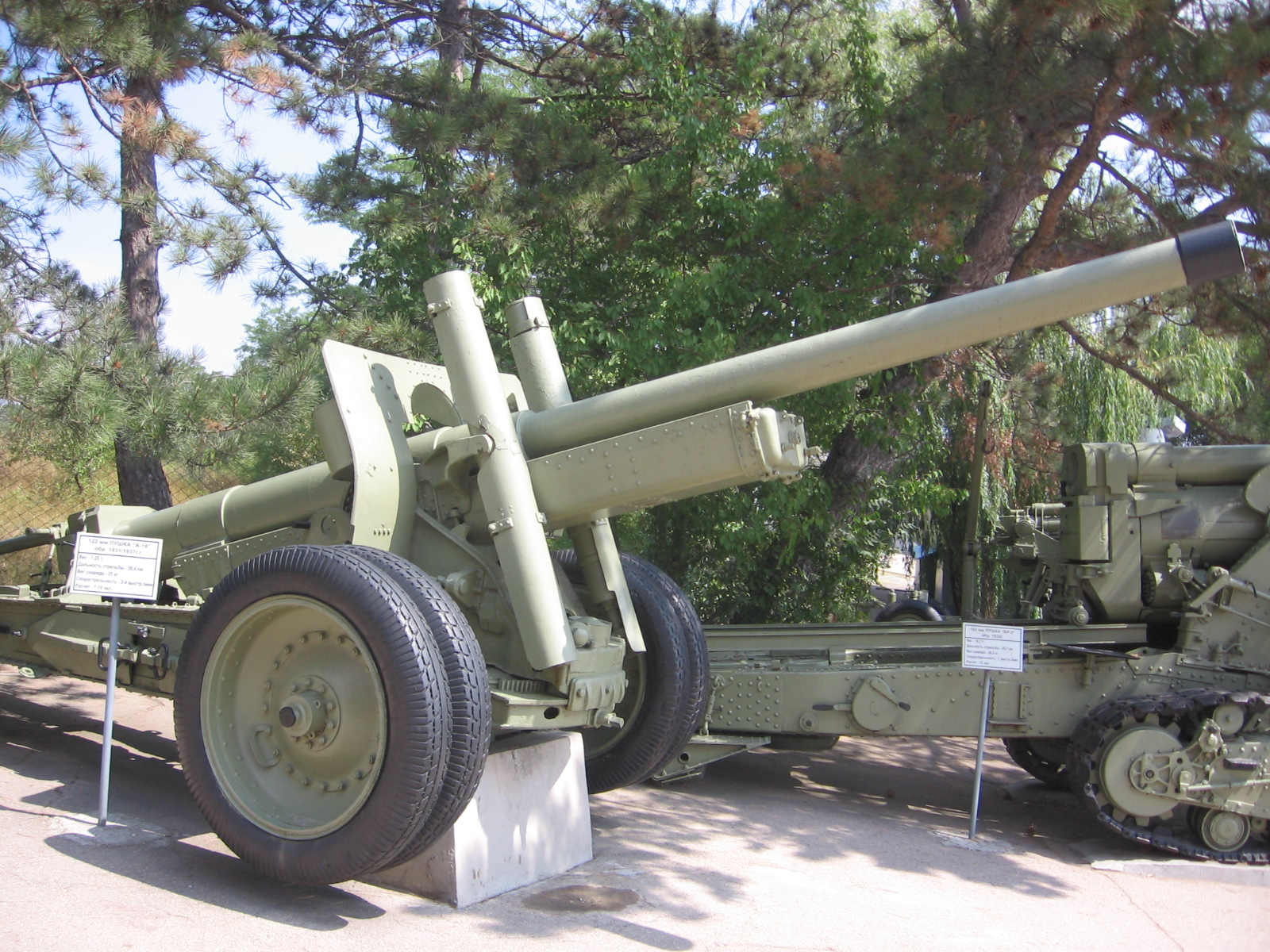
122-mm-Kanone M1931/37 (A-19)

Die 122-mm-Kanone M1931/37 (A-19) (russisch 122-мм пушка обр. 1931/37 гг. (А-19)) war eine sowjetische schwere Feldkanone mit einem Kaliber von 121,92 mm, die während des Zweiten Weltkriegs verwendet wurde. Sie war eine Modernisierung der sowjetischen 122-mm-Kanone M1931 (A-19), der verantwortliche Chefkonstrukteur war F. F. Petrow. Insgesamt wurden etwa 2450 Exemplare hergestellt. 122-mm-Kanone M1931/37 war eine Bezeichnung der Roten Armee und A-19 war eine andere gleichwertige Bezeichnung des ursprünglich Entwicklers, Orudijno-Arsenalni Trest.

## Technische Daten
| 122-mm-Kanone M1931/37                   |                                                                                            |
| Allgemeine Eigenschaften                 |                                                                                            |
| Klassifikation                           | ursprünglich schwere Korpskanone, später schwere Armeekanone                               |
| Chefkonstrukteur                         | Fjodor Fjodorowitsch Petrow                                                                |
| Bezeichnung des Entwicklers              | A-19 (russ. А-19)                                                                          |
| Entwickler                               | Orudijno-Arsenalny Trest (Geschütz- und Arsenaltrust, russ. Орудийно-арсенальный трест)    |
| Hersteller                               | Sawod „Barrikady“ (russ. Завод „Баррикады“) Sawod No. 172 (Werk Nr. 172, russ. Завод №172) |
| Länge                                    | 8725 mm                                                                                    |
| Breite                                   | 2345 mm                                                                                    |
| Höhe                                     | 2270 mm                                                                                    |
| Gewicht in Feuerstellung                 | 7117 kg                                                                                    |
| Gewicht in Fahrstellung                  | 7907 kg                                                                                    |
| Mannschaft                               | 9 Mann (Geschützführer, zwei Richtschützen, sechs Lade- und Munitionsschützen)             |
| Baujahre                                 | 1938–1946                                                                                  |
| Stückzahl                                | etwa 2450 (2926 mit der 122-mm-Kanone M1931 (A-19))                                        |
| Rohr                                     |                                                                                            |
| Kaliber                                  | 121,92 mm                                                                                  |
| Rohrlänge                                | 5650 mm (L/46,3)                                                                           |
| Rohrlänge (gezogener Lauf)               | 5485 mm (L/36)                                                                             |
| Höhe der Schusslinie                     | 1618 mm                                                                                    |
| Feuerdaten                               |                                                                                            |
| Höhenrichtbereich                        | −2° bis +65°                                                                               |
| Seitenrichtbereich                       | 58°                                                                                        |
| Höchstschussweite                        | 19.800 m                                                                                   |
| Feuerrate                                | 3–4 Schuss/min                                                                             |
| Beweglichkeit                            |                                                                                            |
| Bodenfreiheit                            | 335 mm                                                                                     |
| Höchstgeschwindigkeit im Fahrzeugschlepp | 20 km/h                                                                                    |